# Berberis wardii
Berberis wardii är en berberisväxtart som beskrevs av Camillo Karl Schneider. Berberis wardii ingår i släktet berberisar, och familjen berberisväxter. Inga underarter finns listade i Catalogue of Life.